# Clemens Kattner
Clemens Maximilian Kattner (17. září 1871 ve Vídni - 10. března 1945) byl rakouský architekt.
Byl synem tesařského a tapetářského mistra z Vídně. Studoval od roku 1890 do roku 1892 u Friedricha von Schmidta a Victora Luntze na Akademii výtvarných umění ve Vídni. Po sedmiletém pobytu v zahraničí byl od roku 1900 architektem na volné noze. V roce 1905 se stal členem vídeňské Bauhütte. Jeho syn působil také jako architekt.

## Dílo
- 1898: radnice Idrija (spoluautor Gustav Adolf König)
- 1905–1906: Kristův kostel, Innsbruck (spoluautor Gustav Knell)
- 1908–1909: kostel, Leoben
- 1908–1909: Kostel Martina Luthera, Spittal an der Drau (spoluautor Gustav Knell)[2]
- 1910–1911: Mírový kostel, Gmünd
- 1911–1912: Kristův kostel, Břeclav
- 1911: Německý dům, Břeclav
- 1911: hřbitov, Edling
- 1912: Ústav šlechtění rostlin, Lednice
- 1914: Kostel svatého Jana Evangelisty, Šumperk
- 1915: Kino Dukla, Jihlava[3]
- 1917: chata Maxe Schreibera, Červená hora
- 1924–1925: obytná budova města Vídně, Troststraße 64–66 / Herzgasse 91 / Alxingergasse 86, Vídeň-Favoriten (spoluautor Alexander Graf)
- 1928: obytná budova města Vídně, Cervantesgasse 3, Vídeň-Penzing
- 1929–1930: obytná budova města Vídně, Malfattigasse 39, Vídeň-Meidling
- 1930–1931: Kristův kostel, Bad Radkersburg
- 1930–1931: evangelický kostel, Weppersdorf

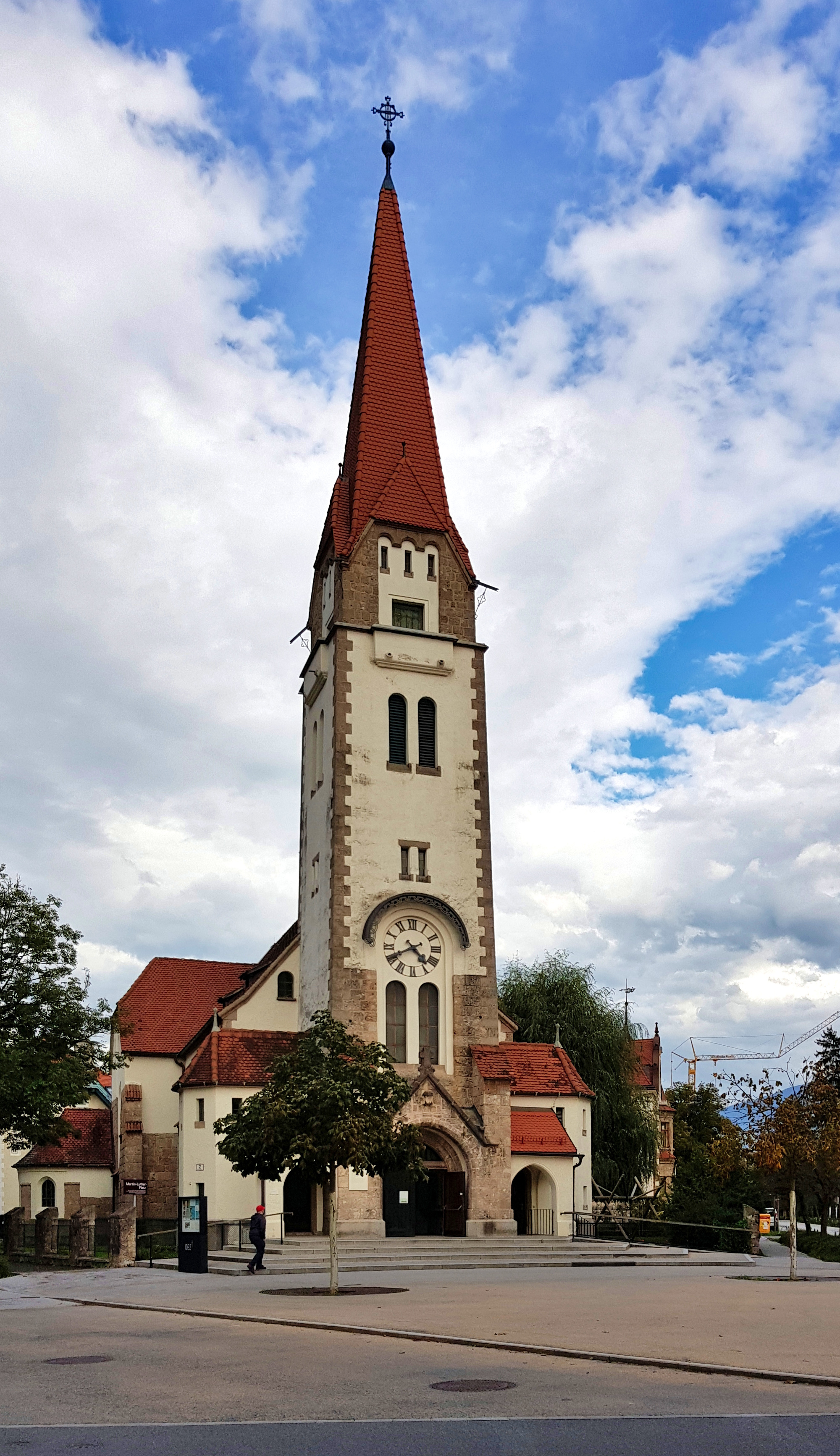
Kristův kostel, Innsbruck
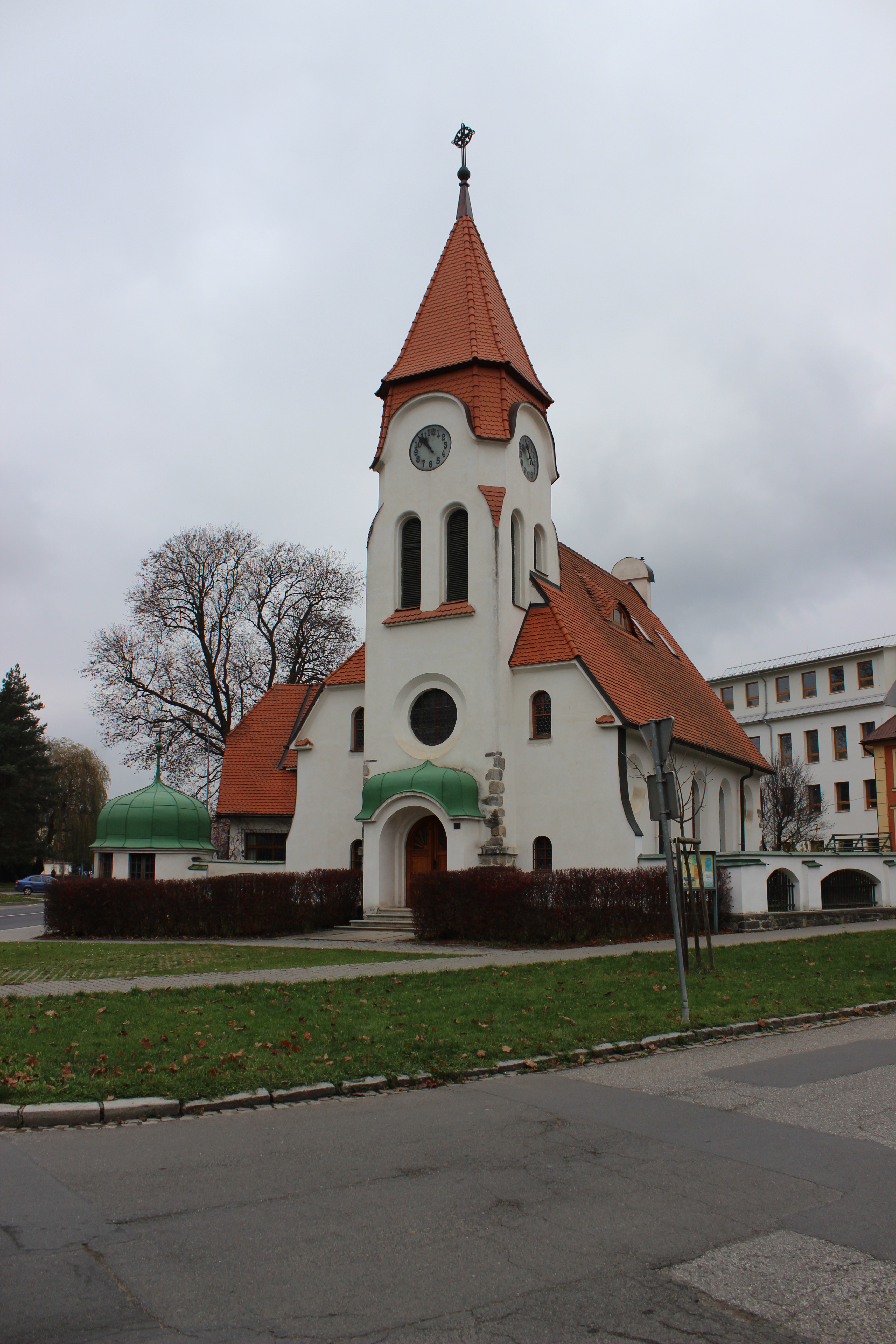
Kostel svatého Jana Evangelisty, Šumperk
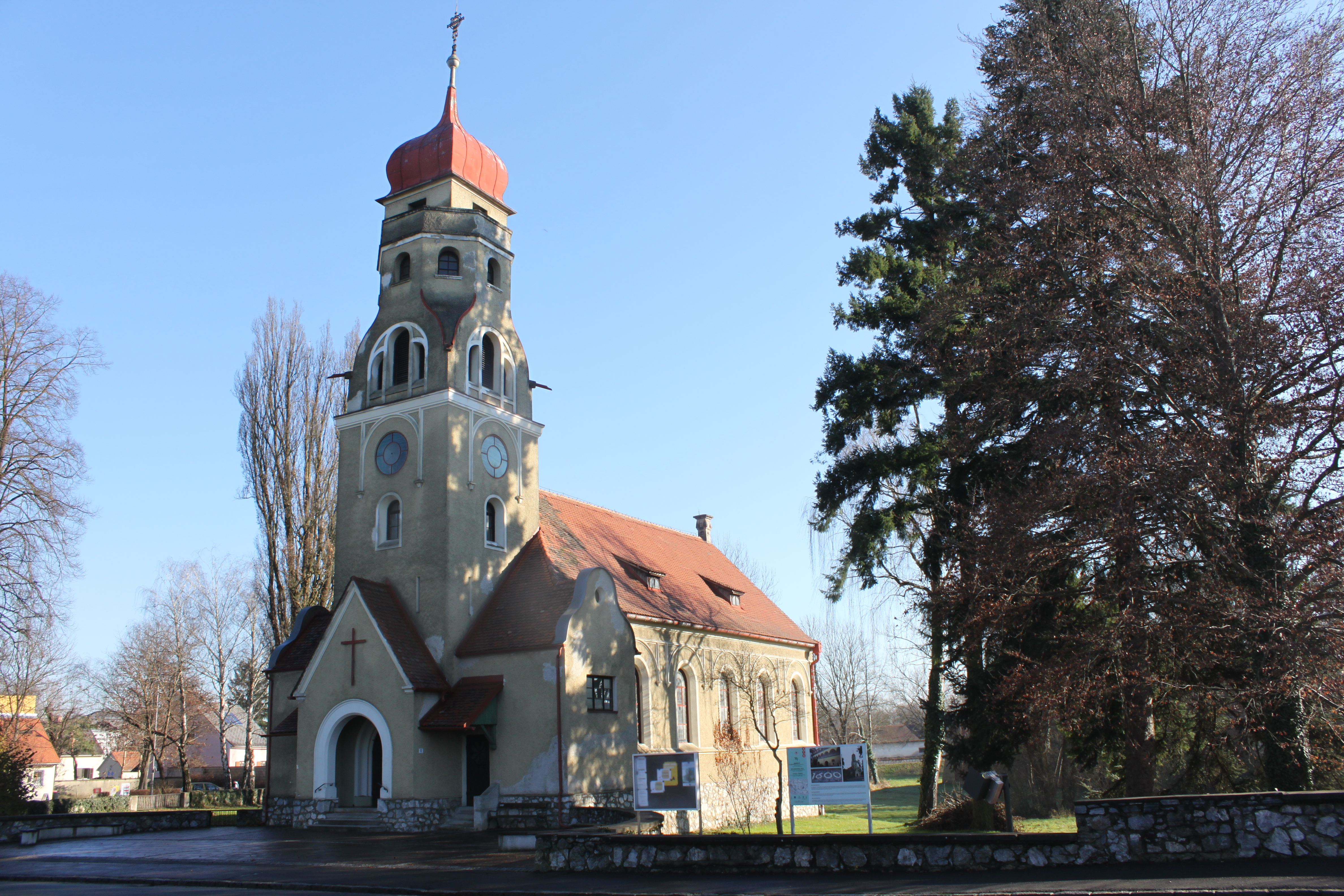
Kristův kostel, Bad Radkersburg
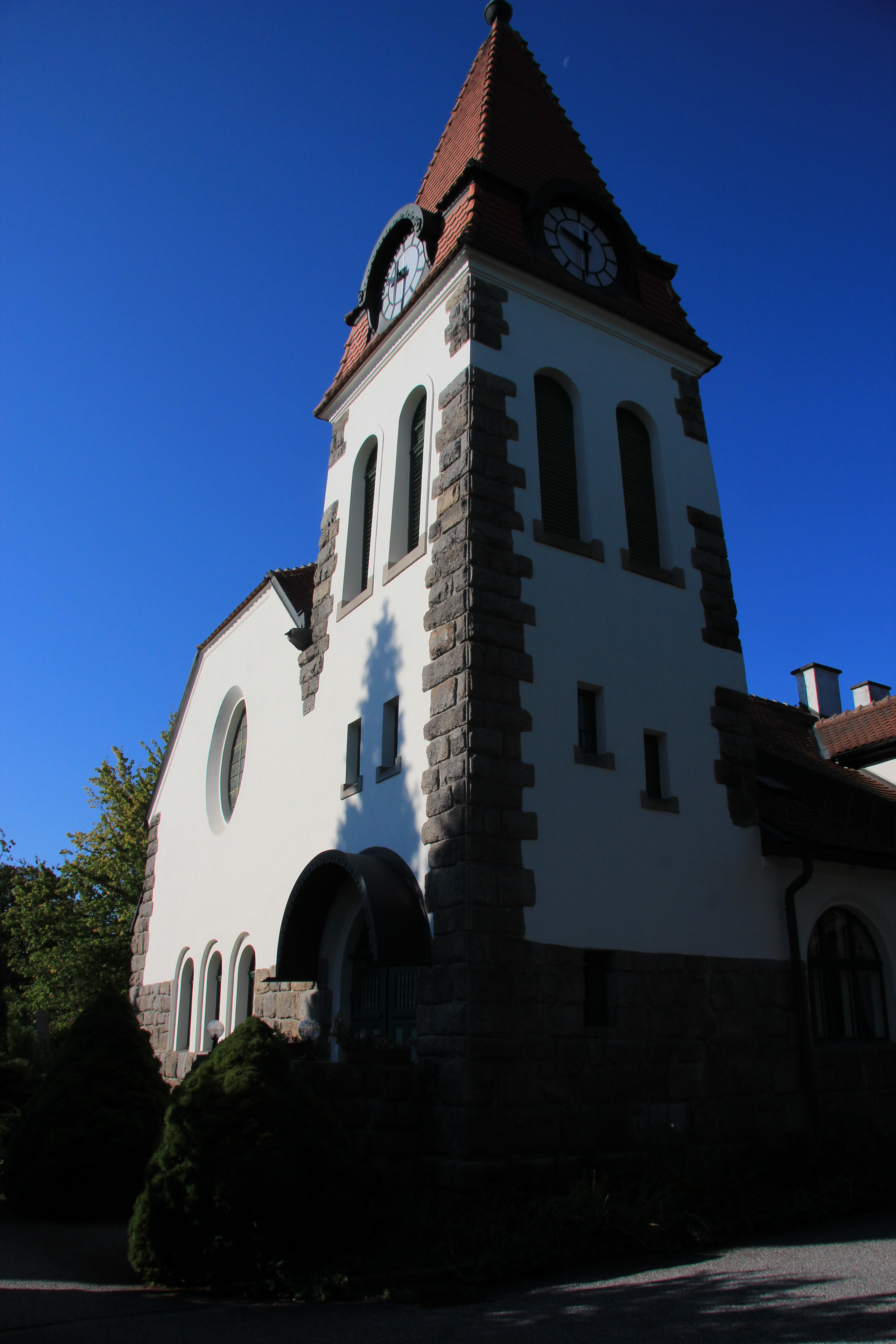
Mírový kostel, Gmünd
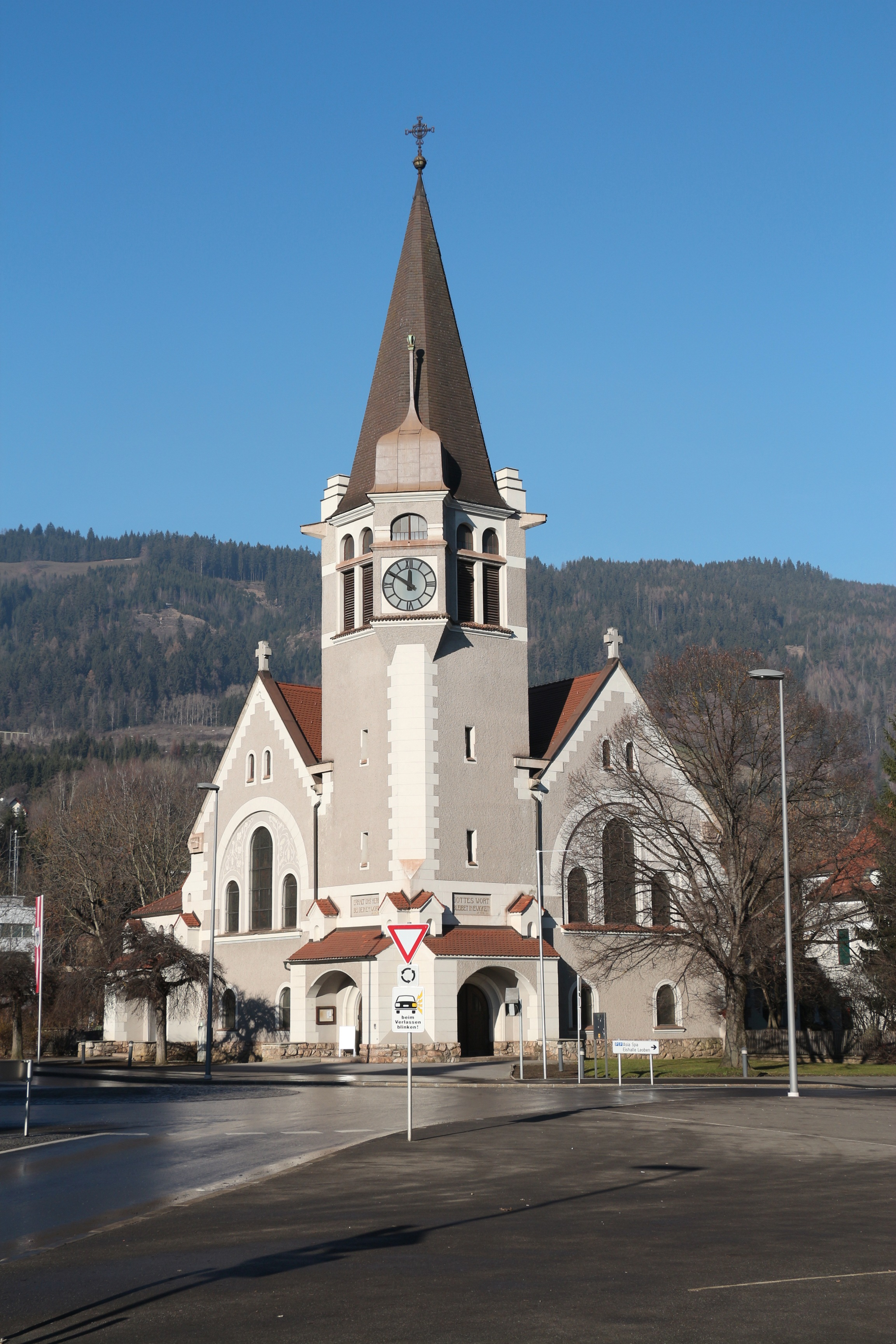
Kostel, Leoben